# 中浦水門
座標: 北緯35度31分0秒 東経133度12分5秒 / 北緯35.51667度 東経133.20139度

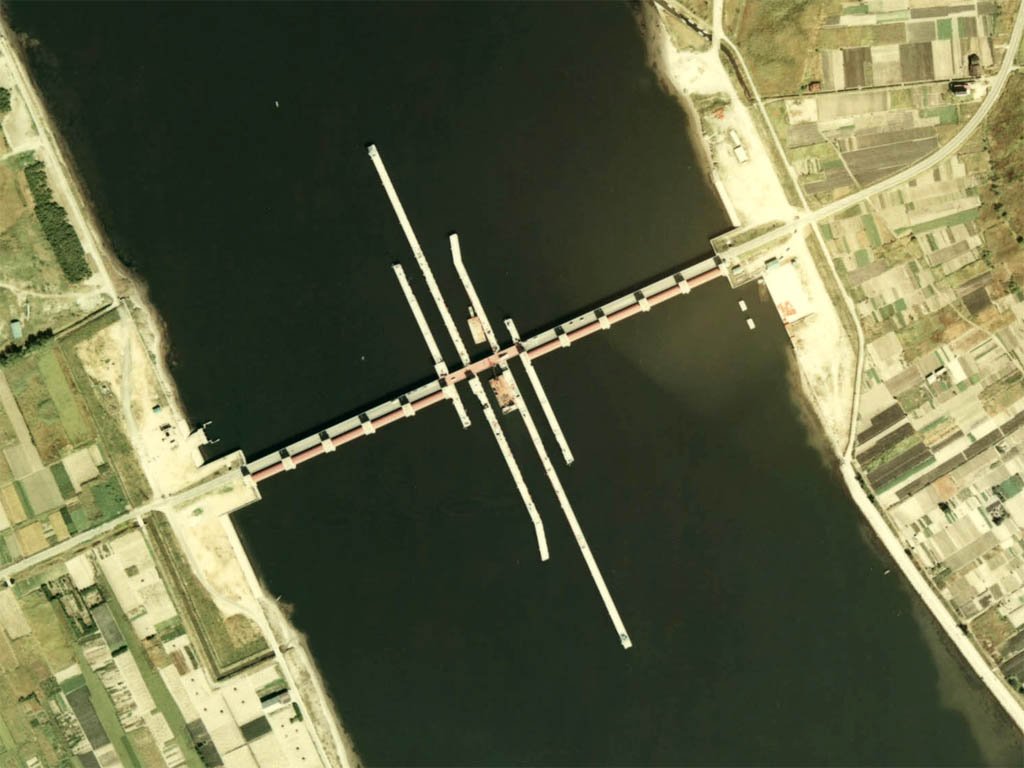
竣工直後の中浦水門の航空写真（1976年）

中浦水門（なかうらすいもん）は、かつて島根県旧八束郡八束町の江島（現：松江市）と鳥取県境港市にまたがり、中海と境水道を仕切っていた水門。
商船三井海事中浦事務所が水門の運用業務を担っていた。1974年に約90億円の費用を投じて竣工。2002年の中海・宍道湖淡水化事業の中止に伴い撤去されることとなり、2005年に撤去工事が開始され、2009年3月に撤去工事が完了した。

## 概要
水門の総延長は414m。10門の二段式ローラーゲート（上層と下層の2つの扉体を操作する）と、中央部に設置された3門の閘門からなる。閘門の幅は20m（中央閘門）、14m（西閘門）、12m（東閘門）。水門の上部は道路橋としての機能を持っていて、江島（島根県側）と境港（鳥取県側）を結んだ。なお、閘門の上の部分は、船舶が通過する時に備え、跳ね橋としての機能も持っていた。

## 目的・利用

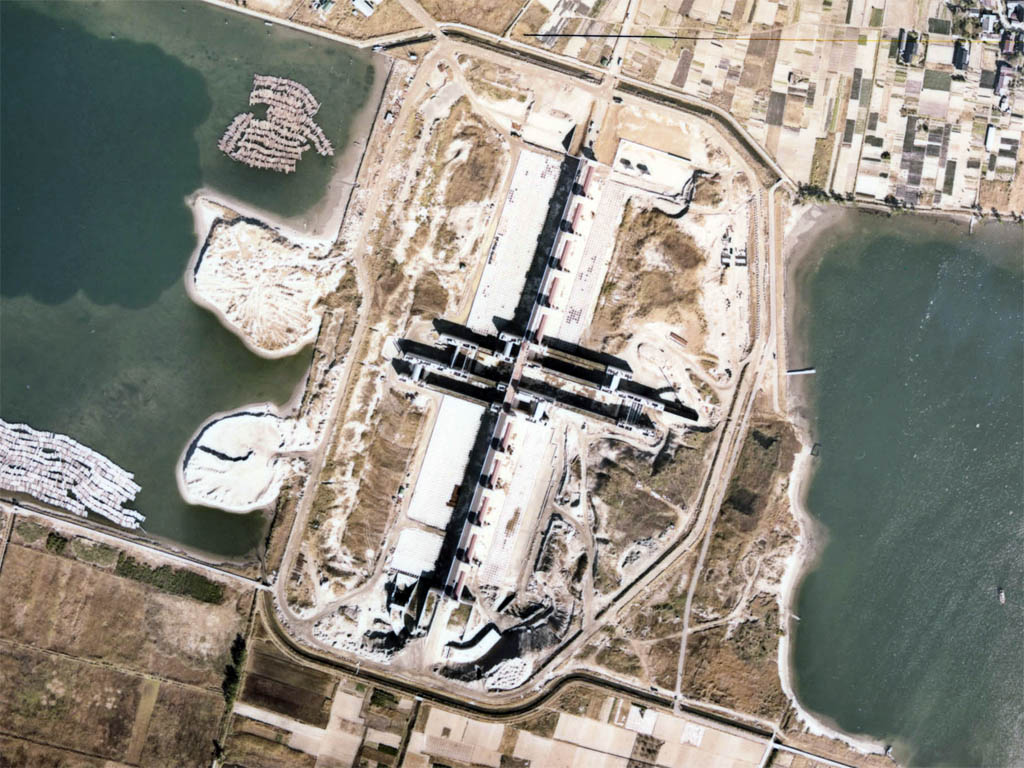
建設中の中浦水門の航空写真（1974年）

「昭和の国引き」と呼ばれ、農地等約2230haを造成し、その干拓地と沿岸周辺農地約7300ha分の農業用水確保を目的に中海を淡水化する『国営中海土地改良事業』に伴い、境水道からの海水の遡上を防止し、中海および宍道湖を淡水化するために建設された。
また、水門の上に作られた道路橋は、これまで船でしか渡れなかった江島と境港を結び、一日に約14000台の車両などが利用していた。しかし、閘門上が跳ね橋として作られている関係上、船舶の通過時は通行が7～8分ほど寸断されるために交通上の障害となっていたほか、14t以上の大型車は通行できなかった。

## 水門の撤去
中海・宍道湖の淡水化を目的として建設された中浦水門であったが、1988年に淡水化が延期され、2000年8月には淡水化とセットで計画されていた大規模干拓事業が中止。2002年には淡水化事業の中止も決定し、中浦水門は当初の目的を果たさないまま無用の長物となった。さらに、2004年10月、中浦水門の交通上の問題を解消するため水門のすぐ北側に江島大橋が開通。道路橋としての役割にも終止符が打たれた。
2段式のゲートを生かして中海の水質改善のために運用するという提案もあったものの、年間数億円の管理費用もかかることなどから水門の撤去が決定。撤去工事は2005年10月ごろから開始され、2009年3月に撤去工事は完了し、商船三井海事中浦事務所の業務終了式が行われた。その他の施設の撤去を含めた総事業費は約94億円とされている。